# Hardeggasse
Hardeggasse – jedna ze stacji metra w Wiedniu na linii U2. Została otwarta 2 października 2010. 
Znajduje się w 22. dzielnicy Wiednia, Donaustadt, w skrajnej zachodniej części Stadlau, na północ od cmentarza Stadalu, na zachód od Hardegggasse i na południe do Schickgasse.